# 揚尼斯·伊古諾姆
揚尼斯·伊古諾姆（羅馬化：Ioannis Ikonomou；1964年—），希腊翻译家。2002年起在布鲁塞尔的欧盟委员会工作。他是当代著名的多语种者，通曉32种现存语言，包括希腊语、英语、德语、意大利语、西班牙语、法语、芬兰语、丹麦语、俄语、斯瓦希里语、希伯来语、阿拉伯语、普通话和孟加拉语；24种欧盟官方语言中他会说21种，是欧盟委员会唯一獲信任翻译中国机密文件的内部翻译。有傳聞指他還會如老教堂斯拉夫语等絕跡语言共47种。他认为普通话是最复杂的语言，也是他最喜欢的语言。

## 教育
他受克里特岛的外国游客启发，从小学习外语。5岁就會英语，之后随家人移居雅典，7岁會德语，10岁會意大利語，13岁會俄語，14歲會东非斯瓦希里语，16歲會土耳其語……到20岁时已會15种语言。他在塞萨洛尼基大学学语言学，然后在美国哥伦比亚大学修讀中东语言和文化硕士学位，繼而在哈佛大学攻读印欧语言学博士学位，在哈佛的论文题目是查拉图斯特拉用阿维斯坦语（古伊朗语的一种形式）写的文章。

## 个人生活
他認為自己是同性恋，与波兰人陀覓（Tomek）结婚。为了保持他的语言技能，他与来自世界各地的母语人士在线聊天。他最大的爱好是阅读中文书和做笔记。